# Paragraf 15
|  | Denne artikel er oprettet af botten PalnaBot ud fra en ekstern database. Den kan derfor have sproglige fejl eller mangler. Denne skabelon kan fjernes efter kontrol af indholdet. |

Paragraf 15 er en kortfilm fra 2007 instrueret af Mirza Ekinovic efter manuskript af Esad Ekinovic, Mirza Ekinovic, Jannik Tai Mosholt.

## Handling
Krigen i ex-Jugoslavien skiller Mustafa (60) fra sit barnebarn Selma (10). Nu er han flygtning i Danmark. Mustafas eneste ønske er, at blive genforenet med Selma, der under bombningerne flygtede og endte i USA. Men Mustafa må ikke forlade Danmark. Der er en lov, der forbyder ham det - paragraf 15. Hvad skal Mustafa gøre? Vente i årevis på at få asyl, så han kan forlade Danmark? Eller skaffe et falsk pas og løbe den risiko, det indebærer? Lige meget hvad Mustafa vælger, kan det få katastrofale konsekvenser.